# 小岸秀行
小岸 秀行（おぎし ひでゆき、1973年11月8日 - ）は、日本のプロゴルフキャディ。

## 人物
兵庫県川西市出身。仁川学院高等学校卒業、立命館大学経営学部中退。身長172cm、体重75kg、血液型B型。株式会社ジャパンクリエイト・ニチコン株式会社・大阪商運株式会社・株式会社ビケンテクノ・三菱鉛筆株式会社の5社がスポンサー。妻はプロゴルファーの小野香子（ツアー2勝・通算4勝）。
ゴルフ関係者の間では「おぎー」と呼ばれる。キャディ以外にも自身のマネージメント会社にて番組制作・イベント企画をし、1998年には日本のプロキャディとして初めて企業（オーデマピゲ）と、スポンサー契約し、以降がんこフードサービス（株）、DHL、Iomic等の企業と、また東京電力ホールディングス株式会社代表取締役社長務めた廣瀬直己が営業部長時には共に東京電力（株）、中部電力（株）、関西電力（株）のゴルフ界のオール電化キャンペーン広告を取りまとめた（2004〜2010）。
ネスレ日本（株）代表取締役社長務めた高岡浩三との関係によりネスレINVITATIONALトーナメント設立から運営、優勝者に与えられたヨーロピアンツアーハッサンIIトロフィー（モロッコ）出場権などは小岸が当時のヨーロピアンツアーディレクターと交渉し、得たものであった。
総じて現在、日本のプロキャディ各自にスポンサー企業が付き、他のビジネス展開をするのも、小岸が最初のキャディであった。 

## 来歴
祖父、小岸亀次郎（囲碁棋士の小岸壮ニは甥にあたる）戦前は株式会社中山製鋼所取締役難波工場長、戦後も鉄鋼畑を歩み、朝鮮戦争時には北九州市で株式会社日本ドラム缶製作所常務取締役九州工場長、大阪ブリキメッキ株式会社相談役を歴任し財をなす。東邦工業株式会社代表取締役社長も務めた。
父、昇司は朝日新聞大阪本社入社後、朝日新聞信用組合常務理事、関連会社役員を務めた。
いわゆる堅い家風の家に生まれ育った小岸がゴルフというスポーツに初めて関わったのは幼少期。週末によく遊びに行っていた外祖父の朝長正男が理事長していた千刈カンツリー倶楽部だった。
時は流れ1993年大学2回生時に琵琶湖CCで開催された日本オープンを観戦し、尾崎将司キャディの佐野木計至に視線釘付け、プロキャディという仕事に興味を持ち日本ゴルフツアー界に確立されていなかったプロキャディの道を目指すことになる。小岸がプロキャディの道を歩もうと思った時、頼ったのが大西久光・戸張捷の上司として日本プロゴルフ界のトーナメント化の礎を築いた大橋貞吉。1995年。外祖父の後輩である大橋が社長を務めていたトーナメント運営会社DSE（（株）ダンロップスポーツエンタープライズ）から推薦受け初めてツアーキャディを体験する。
その後、福澤義光、井戸木鴻樹などの帯同キャディをするが、試合仕事無い週が殆ど、無い週社団法人西宮CCに籍を置き、キャディとしてのスキルを磨いていた。転機が訪れたのは1999年。当時、若手実力派として売り出し中の細川和彦のキャディをする事となり、ゴルフ日本シリーズJTカップで初優勝、その年は賞金ランキング2位となる。
その後もアコムインターナショナルで細川和彦とのコンビで優勝。2003年には日本シニアオープンで高橋勝成とのコンビで優勝。2004年〜2007年は単身でアジアンツアー、共同開催ヨーロピアンツアーを転戦（2008年）からは５年間矢野東と専属を務め2008年は賞金ランキング2位となりANAオープンにも優勝。

2013年からは川村昌弘と5年専属コンビを組む。同年茨木カンツリー倶楽部で開催されたPanasonic Openで優勝し、アジアンツアー、ヨーロピアンツアーに参戦する。
2018年より女子ツアーをメインに参戦し、勝みなみ、原英莉花などのキャディを務めた。

2021年11月9日付けで、日清食品ホールディングス株式会社代表取締役社長CEO安藤宏基、同社代表取締役副社長COO安藤徳隆との関係により京都府宇治市の日清都カントリークラブ支配人に就任。日本初のプロキャディ兼支配人として現在に至る。